# 輪流傳
《輪流傳》（英語：Five Easy Pieces）是香港電視廣播有限公司製作的劇集，1980年8月4日於翡翠台首播。本劇由甘國亮監製，杜琪峰是首7集編導，徐遇安則是第8至第13集編導；岸西任劇本統籌，戚其義則任行政助理。本劇原定是80集長劇，卻在播至第22集因收視率不敵麗的電視同時段播映的《大地恩情》而被編排到星期六播放，及至第22集劇中女角黃影霞與她的第一任丈夫結婚後不再播映，是無綫電視首套腰斬的電視劇。2018年下半年，本劇於myTV SUPER上架，但由於該劇當年採用邊拍邊播的模式，故全劇只有28集。本劇完整的故事大綱，只在當年的《香港電視》刊物出現。
本劇遭腰斬後，無綫電視因應社會變化，減小製作劇情發展較慢的長劇。

## 演員表

### 主要演員
- 鄭少秋 飾 盧　正
- 鄭裕玲 飾 黃影霞
- 李司棋 飾 解文意
- 石　修 飾 尚躍室
- 森　森 飾 王穎兒
- 李琳琳 飾 翟粵生
- 黃韻詩 飾 陳婉嫻

### 其他演員
- 林嘉華 飾 姜兆熙
- 黃錦燊 飾 林　森
- 林子祥 飾 解樹仁
- 陳百強 飾 王啟聰
- 李香琴 飾 黃影霞母
- 鄭孟霞 飾 盧正母
- 郭　峰 飾 麥　基
- 何碧笙 飾 黃照霞
- 馮志豐 飾 黃普光
- 方　如 飾 奶　奶
- 沈之達 飾 老　周
- 羅浩楷 飾 Henry
- 陳有后 飾 陳奉襄
- 黃曼梨 飾 陳母
- 關海山 飾 解元忠
- 黃　曼 飾 解太太
- 譚炳文 飾 翟聲
- 南　紅 飾 翟母
- 羅國維 飾 王父
- 羅　蘭 飾 王母
- 蘇杏璇 飾 方姑娘
- 白文彪 飾 解元禮
- 上官玉 飾 元禮妻
- 佩　雲 飾 白姑娘
- 韋以茵 飾 阿梅
- 鄭麗芳 飾 珍姐
- 葉德嫻 飾 梁美瓊
- 金興賢 飾 顏世通
- 莊文清 飾 Sara
- 鄺佐輝 飾 Paul
- 徐廣林 飾 何　生
- 梁　愛 飾 何　太
- 駱　恭 飾 校　長
- 梁潔芳 飾 林老師
- 何顯銳 飾 襄　理

### 寶光女子中學同學
- 蕭少玲
- 林丹鳳
- 陳安瑩
- 文潔雲
- 陳玉麟
- 曾玉霞
- 胡美儀
- 梁潔華
- 許逸華
- 李惠梅

## 故事大綱
原故事大綱是講述五位女性從年青到老年時期的社會變遷。但結果劇集到黃影霞結婚時（民國五十年（1961年）十二月）就被腰斬。
根據劇集播映時在無綫的電視雜誌刊登的內容提及：原故事還講述後來黃影霞與丈夫火速離婚，並遇見由林嘉華飾演的警察，生下兒女，林嘉華更升至警司，但後來對方卻因遇上廉政風暴而要遠走加拿大，剩下黃影霞一家在港。
而主角之一飾演解文意的李司棋表示，解文意與男朋友（鄭少秋）「車震」珠胎暗結，後來在外地生下私生子並一直收藏，後來私生子來到香港。解文意後來當上議員，遇上其他四位同學，眼見她們有成績就妒忌去破壞她們。
故事講述1960年代香港貧富懸殊的一面（以解家與黃家兩家形成強烈對比）、1970年代的經濟起飛，以及1980年代面對香港移民潮及前景未明的擔憂。故事亦提及在時代轉變中，女性在新時代所擔當的角色轉變。

## 腰斬
無綫長期擁有慣性收視而得到極高收視率，但此劇竟與麗的電視的《大地恩情》打成平手，於是無綫將《輪流傳》調至星期六播放。當時麗的電視還常播映新聞主播劉家傑主持的「特別新聞」廣告，以「狂風掃落葉」姿態取得收視勝利；無綫更中止拍攝並腰斬此劇。無綫後來推出《千王之王》，才能收復失地。
2006年10月14日，「輪」劇監製甘國亮在香港蘋果日報的專欄〈打開天窗說亮話〉中表示，其實《輪流傳》並未被《大地恩情》打敗，只是當時無綫已預售半年後廣告、並向廣告客戶提出大幅加價，「既然要加價（預售半年的廣告），今日的表現自然變得相當重要，不容半步差池。結果出了問題，廣告商還能接受這個加價嗎？」無綫決定腰斬《輪流傳》，派杜琪峰連夜趕拍《千王之王》收復失地，打敗《大地恩情》，「絕不是大家以為由頭贏到尾、狂風掃落葉；要知道，人家打死你，跟你自殺完全是兩回事。」甘國亮之後在2014年時，香港電台的《電視風雲半世紀》的訪談中亦堅持這說法。
實際上，麗的開始以長篇劇進攻《歡樂今宵》（九時多）時段、成功搶奪不愛看綜藝的觀眾，甚至向前進攻八點檔時段，以自製武俠劇成功重創無綫的單元劇。後來把矛頭對準無綫七點檔時段的「翡翠劇場」，只要把無綫最重要的「翡翠劇場」打倒，無綫晚上黃金時段的戰線就會敗陣，而剛巧在這時段播出的就是《輪流傳》。
當時的無綫製作經理劉天賜在1992年的《電視風雲廿五載》中透露，無綫高層所下的指標是《輪流傳》必須取得八成收視，最低限度必須七成才能與廣告費相稱。而本劇因要回顧六七十年代的香港，已經花費無綫不少人力物力，例如還原工展會（主角李司棋在《電視風雲半世紀》訪問中透露，工展會的外景因為天氣不好製作了多次，花了不少錢。更甚者為了復原二十年前的工展會，亦多番轉折才安排到大量臨時演員演出）；為了使關海山能講外語，安排鄒世孝在拍攝現場即時配音，亦發生原定主角之一鍾玲玲抵受不住拍劇壓力，拍了五集多便辭演並由美國歸來的森森頂上一事，一開拍已耗掉大量預算，甚至第一週播出時已超資，如劇集表現不理想，一定會被內部會議針對。而《輪流傳》自八月播出接近二十集以來，雖然內容破格，但一反過往翡翠劇場煽情的路線，節奏太慢離地。連續幾週收視有下降趨勢，而當時麗的在七點檔時段播出的只有兒童節目《醒目仔時間》。八月底，鄭少秋、鄭裕玲、劉天賜等人，亦被問及《輪流傳》的收視為何未如理想。
當時麗的電視劇《大地恩情》在九月一日七點檔時段播出，此劇為當時未曾出現過的鄉土劇，描述低下階層農民生活，真實感遠勝於主力描繪幾個主角情感關係的《輪流傳》，加上《大地恩情》最初幾集的劇情，非常緊湊，所以令《輪流傳》的收視受到衝擊。
九月二日，麗的在停車場祝捷，聲稱《大地恩情》的收視為45.7%；蕭若元當時還揚言，無綫將腰斬《輪流傳》，並稱無綫不會為了一個長劇而放棄爭奪來年上億元的廣告收入。
九月三日，麗的宣佈電話民調結果，發現《大地恩情》與八點檔的《風塵淚》的收視在百分四十至五十之間，而對陣《歡樂今宵》的《驟雨中的陽光》則由百分之三十升至四十。 剛巧有傳影星蕭芳芳懷有身孕，其任職於無綫公關經理的丈夫張正甫在九月四日回應傳媒的查詢時表示，《輪流傳》還有七成收視，並稱麗的調查方法「煲水」。對於麗的蕭若元稱《輪流傳》較弱即將腰斬的消息，張正甫指並不可靠，《輪流傳》會播完原有集數。
結果這幾天的收視大戰，的確使《輪流傳》的收視跌至五成，甚至出現部份時間點的收視落後對手 ，無綫的高層一直都有研究應對方法，劉天賜等人認為，由於甘國亮的劇集有一種「獨特風格」，換監製後未必能維持，換編劇會令整套劇上文不接下理，繼續下去無法收復收視失地，最後在林賜祥提議、總經理羅仲炳支持下，決定腰斬此劇。，當時有傳，劉天賜、鄧偉雄等人認為劇情推進過慢並要求加快，但甘國亮不願讓步。大公報亦有專欄指，《輪流傳》的問題在於太多甘國亮的個性。
九月五日晚七點，無綫在播出《奉告》中途，突然由在何守信的「特別報告」宣佈，將《輪流傳》從每週播放五日調至每週六播放一日，時段為晚上九點至十點，把八點檔時段之《上海灘續集》調到七點檔時段播放。 週六晚上九點檔時段，通常為重播節目或特備節目時段。無綫只播放了已拍竣的存貨就停播了。為安撫甘國亮，無綫特地安排甘國亮拍攝《執到寶》。
無綫宣佈腰斬《輪流傳》的決定後，總動員趕拍《千王之王》，在一週多後的九月十五日首播。換言之，《輪流傳》本身已積弱不振，收視每況愈下，而《大地恩情》的出現，令《輪流傳》受到致命一擊，無綫高層下定決心腰斬《輪流傳》。當時麗的蕭若元認為「無綫將有一段時間不可恢復長劇，因為對方沒有拍攝長劇的人才，包括招振強在內」 ，果然，此次打擊令無綫徹底轉型以中篇劇（20-40集）的電視劇為黃金時段的主力，之後亦罕見拍攝超過七十集的長篇劇（處境劇除外）。
至於本劇當時已拍攝及籌備多少集，依據當時鄭少秋等人的說法，大概已經拍攝到三、四十集，而本劇監制甘國亮亦曾在面書展示自己所收藏的《輪流傳》劇本圖片，劇本至少已經寫到五十集以上，已經超過原定篇幅（原定八十集）的一半集數。

## VCD
雖然此劇並未拍完，但無綫仍推出《輪流傳》VCD，全套共有18隻碟，共30集，包括部份未有播放的內容。而餘下的50集，無綫未有再繼續投資拍攝。

## 主題曲
| 曲序 | 曲目             |      | 作曲   | 演唱者 |
| ---- | ---------------- | ---- | ------ | ------ |
| 1.   | 輪流傳（主題曲） | 黃霑 | 顧嘉煇 | 鄭少秋 |

## 外部連結
- 商業鬥爭犧牲品 《輪流傳》被斬內幕[永久]
- 輪流轉[]
- （页面存档备份，存于）

| 英屬香港 無綫電視翡翠台 翡翠劇場 · 星期一至五 19:05-20:00 | 英屬香港 無綫電視翡翠台 翡翠劇場 · 星期一至五 19:05-20:00 | 英屬香港 無綫電視翡翠台 翡翠劇場 · 星期一至五 19:05-20:00 |
| --------------------------------------------------------- | --------------------------------------------------------- | --------------------------------------------------------- |
|                                                           | 輪流傳 （1980年8月4日 - 1980年9月5日）                    |                                                           |
| 親情 （1980年4月21日 - 1980年8月1日）                     | 上海灘續集 （第16-25集） （1980年9月8日 - 1980年9月12日） |                                                           |